# Clemensia ophrydina
Clemensia ophrydina är en fjärilsart som beskrevs av Druce 1885. Clemensia ophrydina ingår i släktet Clemensia och familjen björnspinnare. Inga underarter finns listade i Catalogue of Life.